# Marcos Damásio
Marcos Roberto Damásio da Silva, mais conhecido como Marcos Damásio (São Paulo, 7 de maio de 1963) é um técnico em administração de empresas e político brasileiro, filiado ao Partido Liberal (PL).

## Biografia
Marcos Damásio nasceu em São Paulo e mudou-se com sua família aos três anos de idade para Mogi das Cruzes, na região metropolitana de São Paulo, cidade na qual cresceu, se formou, consolidou laços, iniciou sua vida pública e mora até hoje.
É técnico em Administração de Empresas e bacharel em Direito, formado pela Universidade Braz Cubas (UBC), de Mogi das Cruzes.
Iniciou sua vida pública em 1988, quando foi eleito o vereador mais jovem de Mogi das Cruzes, à época com 24 anos. Foi reeleito em 1992, retornou à Câmara de Mogi em 2004 e recebeu dos eleitores novo mandato em 2008.
Foi convidado para conduzir a Secretaria de Desenvolvimento Econômico e Social da Prefeitura de Mogi das Cruzes. Cargo que ocupou de 1º de janeiro de 2009 e do qual se ausentou apenas entre os meses de abril e outubro de 2014 para participar do processo eleitoral como candidato a Deputado Estadual. Foi eleito com 59.368 votos. Afastou-se em definitivo em 10 de março de 2015.
Em 15 de março de 2015, Marcos Damásio tomou posse na Assembleia Legislativa de São Paulo na 18ª Legislatura.

### Carreira política
- Deputado Estadual (desde março de 2015)
- Presidente Regional do PL de Mogi das Cruzes (desde 2007)
- Secretário de Desenvolvimento Econômico e Social de Mogi das Cruzes[1] (2009-2015)
- Vereador eleito em Mogi das Cruzes por quatro mandatos[2] (1988-1992; 1992-1996; 2004-2008 e 2008-2012)

### Deputado Estadual
Foi eleito Deputado Estadual em 2015 com 59.368 votos.

### Frentes Parlamentares
É membro efetivo da Comissão de Atividades Econômicas e suplente nas Comissões de Saúde e de Fiscalização e Controle. Também preside a Frente Parlamentar para o Desenvolvimento do Distrito Industrial do Taboão (Mogi das Cruzes) e integra as Frentes Parlamentares do Empreendedorismo, da Defesa aos Pequenos e Médios Agricultores da Região do Alto Tietê; da Defesa da Escola Pública e do Magistério; da Defesa do Idoso; de Apoio ao Turismo; das Santas Casas e Hospitais Filantrópicos; da Segurança; da Juventude, entre outras.